# Corrado Saralvo
Corrado Saralvo (Cesena, 2 aprile 1894 – Ortisei, 8 agosto 1983) è stato un antifascista e superstite dell'Olocausto italiano, autore nel 1969 di uno dei primi memoriali di deportati ebrei italiani dal campo di concentramento di Auschwitz.

## Biografia
Corrado Saralvo nasce a Cesena nel 1894 da una delle poche famiglie ebree residenti all'epoca nella città, il figlio di Davide Saralvo e Frusina Sinigallia..
Saralvo studia al Politecnico di Torino, ma deve interrompere gli studi allo scoppio della prima guerra mondiale, alla quale partecipa nel corpo dell'Aeronautica Militare. Completa quindi gli studi al Politecnico di Milano, dove si laurea in ingegneria nel 1920. Dopo studi di specializzazione in Germania e in Francia, lavora alla Breda di Milano (fino a diventare il direttore generale della Breda acciai). Si sposa con Elena Segre, originaria di Torino.
Dopo l'8 settembre 1943 si unisce alla Resistenza nel Bergamasco ma è arrestato a Milano il 14 settembre 1944 assieme alla moglie. Dopo un periodo di permanenza al campo di transito di Bolzano-Gries i coniugi Saralvo sono deportati ad Auschwitz il 24 ottobre del 1944. Immatricolato con il n. B-13734 e classificato come prigioniero politico, Corrado Saralvo è tra i pochi sopravvissuti della sua famiglia, aiutato anche dalla sua conoscenza della lingua tedesca. La moglie Elena Segre e il cugino Mario Saralvo, insieme alla moglie Amalia Levi e al loro figlio Giorgio, trovarono invece la morte nei campi nazisti.
Corrado Saralvo è con Primo Levi, Remo Jona, Bruno Piazza, e i piccoli Luigi Ferri, Andra e Tatiana Bucci tra i pochi sopravvissuti italiani presenti a Auschwitz alla liberazione del campo con l'arrivo delle truppe sovietiche, il 27 gennaio 1945.
Rientrato in Italia nell'ottobre 1945, riprende la propria attività a Milano, dapprima alla Breda e poi con un'azienda propria, la RIMSCA. Nel 1949 si risposa con Anna Stagnoli.
Nel 1969 scrive un memoriale della propria esperienza di deportato, "Più morti più spazio", pubblicato a Milano dell'editrice Baldini & Castoldi con la prefazione di Pietro Nenni. Nel libro trovano spazio sia i giorni della detenzione nel campo di concentramento sia il viaggio compiuto nel 1945 per tornare in Italia: un percorso che ha numerosi punti di contatto con quello raccontato da Primo Levi, che lo stesso Saralvo incontrò nel corso del lungo cammino di ritorno verso casa.
Dopo i primi racconti di deportati pubblicati negli anni immediatamente successivi alla guerra, Corrado Saralvo, assieme a Edith Bruck, Piera Sonnino, Emilio Jani e Ruth Weidenreich Piccagli, appartiene a quella seconda generazione di testimoni che nel decennio 1959-69 produce in Italia nuovi importanti memoriali dell'Olocausto, prima della grande prolificazione di racconti successiva agli anni '90.
Saralvo muore nel 1983 mentre si trovava in vacanza ad Ortisei. Sulla sua tomba al cimitero ebraico di Lugo è posta la seguente epigrafe: "Corrado Saralvo, un uomo, soffrì il campo di Auschwitz, non perdette mai la dignità, ne risorse migliore perché non portò mai rancore a nessuno".
Nel 2009 il suo libro da tempo introvabile è stato ristampato a Cesena, in occasione del Giorno della Memoria, dalla casa editrice Il Ponte Vecchio, con la cura e una ricca introduzione di Alberto Gagliardo, per iniziativa dell'assessorato alla Cultura del Comune di Cesena.

## Opere
- Corrado Saralvo. Più morti più spazio (Milano: Baldini & Castoldi, 1969; rist. Cesena:  Il Ponte Vecchio, 2009)